# 铁岭市
铁岭市是中华人民共和国辽宁省下辖的地级市，位于辽宁省北部。市境西南接沈阳市，东南邻抚顺市，东北连吉林省辽源市，北抵吉林省四平市，西北界内蒙古自治区通辽市。地处辽河平原北段，东部为长白山吉林哈达岭余脉。地势大体是东高中低、北高南低、西部稍高。山地和丘陵分列东西两侧，中部为由北向南缓泻的辽河平原。辽河流贯市境西部，于左岸纳招苏台河、清河、柴河、汎河等支流，市人民政府驻铁岭县。

## 历史

### 古代
铁岭历史悠久。远在7000年前的新石器时代，铁岭一带就有人类生息活动，古时为肃慎地。燕时，燕惠王在该地设置辽东郡；秦灭燕后，仍设辽东郡；汉旧属玄菟郡，后属越喜国；南北朝时期，境域处于契丹领地。713年，渤海大氏取越喜地改富州。917年，辽太祖在此地冶炼银子，故将富州改为银州；明代时，在银州设铁岭卫；清康熙三年（1664年），废卫制设置铁岭县。

### 近现代
1898年(光绪二十四年)，沙俄与清政府签订了《旅大租地条约》、《旅大租地续约》后，沙俄取得东清铁路支线的筑路权。开始敷设哈尔滨到旅顺口的铁路，1900年通车。沿铁路以车站为中心成为“附属地”。铁岭通车后，俄国兵营，东清银行分行，警察署等相继建立。
1905年3月16日，日军占领铁岭后接管了沙俄的铁路及附属地。
1905年12月22日，《中日会议东三省事宜条约》签字，铁岭正式开放为全国通商市场。日本人来铁岭者激增，西门外一带成为日本人聚居之地，西大街改称为元町，并变为日本居留民之地。所谓居留民地是指当时日本人与中国人杂居并互相通商的地带。
1932年3月1日满洲国成立，辽宁省改为奉天省，铁岭隶属奉天省，建立县公署。中国人为县长，日本人任参事官。
满洲国于1937年12月1日废除治外法权，附属地区行政权移交满洲国。
中华人民共和国建国后设沈阳地区专员公署和铁岭地区行政公署，1984年9月撤地设省辖市。1993年1月，康平、法库县划归沈阳市。

## 地理
铁岭市地处辽宁省北部，位于东经123°27′至125°06′，北纬4l°59′至43°29′之间，松辽平原中段。
铁岭市地势大体是东高中低、北高南低、西部稍高。山地和丘陵分列东西两侧，中部为由北向南缓泻的辽河平原。全市可分为东部低山丘陵区和西部辽河低丘平原区两大地貌区，东部为长白山系哈达岭余脉。

### 气候
铁岭属中温带大陆性季风气候。气候的主要特征是：冬季寒冷干燥，夏季温热多雨，雨热同季日照丰富，干湿季节分明。
| 1981–2010年间铁岭市的平均气象数据 | 1981–2010年间铁岭市的平均气象数据 | 1981–2010年间铁岭市的平均气象数据 | 1981–2010年间铁岭市的平均气象数据 | 1981–2010年间铁岭市的平均气象数据 | 1981–2010年间铁岭市的平均气象数据 | 1981–2010年间铁岭市的平均气象数据 | 1981–2010年间铁岭市的平均气象数据 | 1981–2010年间铁岭市的平均气象数据 | 1981–2010年间铁岭市的平均气象数据 | 1981–2010年间铁岭市的平均气象数据 | 1981–2010年间铁岭市的平均气象数据 | 1981–2010年间铁岭市的平均气象数据 | 1981–2010年间铁岭市的平均气象数据 |
| 月份                              | 1月                               | 2月                               | 3月                               | 4月                               | 5月                               | 6月                               | 7月                               | 8月                               | 9月                               | 10月                              | 11月                              | 12月                              | 全年                              |
| --------------------------------- | --------------------------------- | --------------------------------- | --------------------------------- | --------------------------------- | --------------------------------- | --------------------------------- | --------------------------------- | --------------------------------- | --------------------------------- | --------------------------------- | --------------------------------- | --------------------------------- | --------------------------------- |
| 平均高温 °C（°F）                 | −5.9 (21.4)                       | −1.1 (30.0)                       | 6.5 (43.7)                        | 16.6 (61.9)                       | 23.3 (73.9)                       | 27.6 (81.7)                       | 28.9 (84.0)                       | 28.2 (82.8)                       | 23.8 (74.8)                       | 15.9 (60.6)                       | 5.0 (41.0)                        | −3.0 (26.6)                       | 13.8 (56.9)                       |
| 日均气温 °C（°F）                 | −11.8 (10.8)                      | −7.0 (19.4)                       | 1.0 (33.8)                        | 10.6 (51.1)                       | 17.3 (63.1)                       | 22.1 (71.8)                       | 24.3 (75.7)                       | 23.2 (73.8)                       | 17.5 (63.5)                       | 9.9 (49.8)                        | −0.2 (31.6)                       | −8.3 (17.1)                       | 8.2 (46.8)                        |
| 平均低温 °C（°F）                 | −17.0 (1.4)                       | −12.3 (9.9)                       | −4.2 (24.4)                       | 4.7 (40.5)                        | 11.5 (52.7)                       | 16.9 (62.4)                       | 20.3 (68.5)                       | 19.0 (66.2)                       | 12.1 (53.8)                       | 4.5 (40.1)                        | −4.8 (23.4)                       | −13.0 (8.6)                       | 3.1 (37.7)                        |
| 平均降水量 mm（）                 | 5.9 (0.23)                        | 6.4 (0.25)                        | 18.3 (0.72)                       | 36.8 (1.45)                       | 49.9 (1.96)                       | 88.6 (3.49)                       | 178.7 (7.04)                      | 163.1 (6.42)                      | 60.9 (2.40)                       | 34.9 (1.37)                       | 18.0 (0.71)                       | 9.0 (0.35)                        | 670.5 (26.39)                     |
| 平均相對濕度（％）                | 60                                | 54                                | 49                                | 47                                | 52                                | 64                                | 78                                | 79                                | 69                                | 61                                | 59                                | 61                                | 61                                |
| 来源：中国气象数据网              |                                   |                                   |                                   |                                   |                                   |                                   |                                   |                                   |                                   |                                   |                                   |                                   |                                   |

## 政治

### 现任领导
| 机构     | · 中国共产党 · 铁岭市委员会 | 铁岭市人民代表大会 常务委员会 | 铁岭市人民政府    | · 中国人民政治协商会议 · 铁岭市委员会 |
| 职务     | 书记                        | 主任                          | 市长              | 主席                                  |
| -------- | --------------------------- | ----------------------------- | ----------------- | ------------------------------------- |
| 姓名     | 李文飙                      | 金东海                        | 张宝东            | 冯智                                  |
| 民族     | 汉族                        | 汉族                          | 汉族              | 汉族                                  |
| 籍贯     | 江苏省泰州市                |                               |                   |                                       |
| 出生日期 | 1970年5月（54歲）           | 1967年6月（57歲）             | 1974年8月（50歲） | 1964年4月（60—61歲）                  |
| 就任日期 | 2024年9月                   | 2024年1月                     | 2024年9月         | 2022年1月                             |

### 行政区划

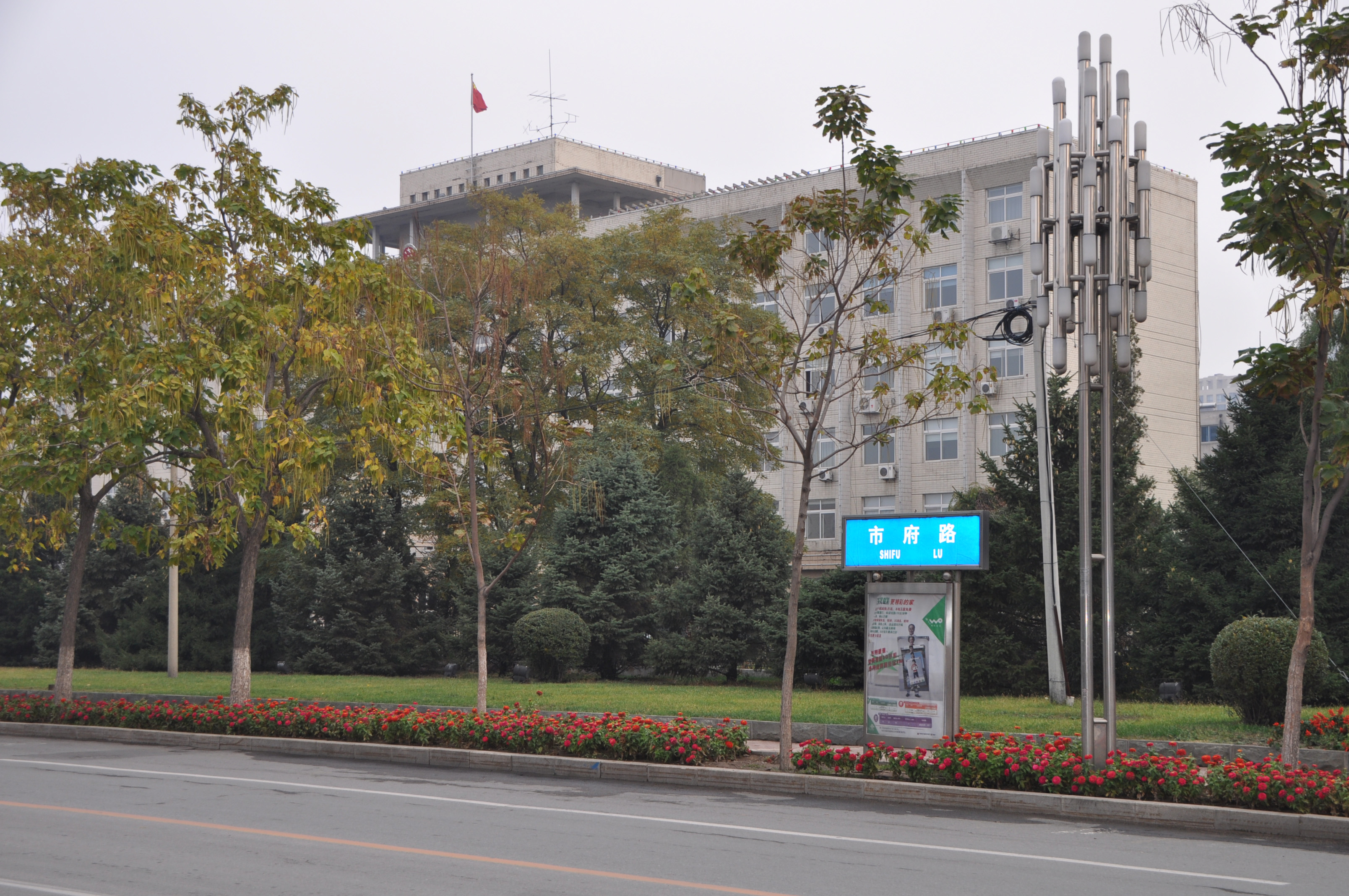
银州区人民政府大厦（旧铁岭市人民政府大厦）

铁岭市现辖2个市辖区、3个县，代管2个县级市。
- 市辖区：银州区、清河区
- 县级市：调兵山市、开原市
- 县：铁岭县、西丰县、昌图县

此外，铁岭市还设立铁岭经济开发区。（1995年12月经辽宁省人民政府批准为省级经济开发区，是辽宁省唯一的农牧业高新技术开发区，享有市级经济管理权和县级行政管理权。）

## 人口
2022年末，全市总人口（户籍人口）达280.5万人，在总人口中，市辖区人口41.0万人，占14.6%；县（市）区人口239.5万人，占85.4%；城镇人口121.0万人，占43.1%；乡村人口159.5万人，占56.9%。
根据2020年第七次全国人口普查，全市常住人口为2,388,294人。同第六次全国人口普查的2,717,732人相比，十年共减少了329,438人，下降12.12%，年平均增长率为-1.28%。其中，男性人口为1,194,753人，占总人口的50.03%；女性人口为1,193,541人，占总人口的49.97%。总人口性别比（以女性为100）为100.1。0－14岁的人口为239,259人，占总人口的10.02%；15－59岁的人口为1,508,353人，占总人口的63.16%；60岁及以上的人口为640,682人，占总人口的26.83%，其中65岁及以上的人口为441,573人，占总人口的18.49%。居住在城镇的人口为1,318,021人，占总人口的55.19%；居住在乡村的人口为1,070,273人，占总人口的44.81%。

### 民族
铁岭市是多民族聚居地区，境内有汉、满、朝鲜、蒙古、回、锡伯、维吾尔、俄罗斯等31个民族。全市常住人口中，汉族人口为1,838,821人，占76.99%；各少数民族人口为549,473人，占23.01%。与2010年第六次全国人口普查相比，汉族人口减少273,277人，下降12.94%，占总人口比例下降0.72个百分点；各少数民族人口减少56,161人，下降9.27%，占总人口比例增加0.72个百分点。其中，满族人口减少53,849人，下降9.96%，占总人口比例增加0.49个百分点；锡伯族人口减少1,986人，下降8.55%，占总人口比例增加0.03个百分点；朝鲜族人口减少830人，下降4.6%，占总人口比例增加0.06个百分点；蒙古族人口增加847人，增长7.5%，占总人口比例增加0.09个百分点。
| 民族名称                | 汉族      | 满族    | 锡伯族 | 朝鲜族 | 蒙古族 | 回族  | 苗族 | 侗族 | 土家族 | 布依族 | 其他民族 |
| ----------------------- | --------- | ------- | ------ | ------ | ------ | ----- | ---- | ---- | ------ | ------ | -------- |
| 人口数                  | 1,838,821 | 486,985 | 21,230 | 17,227 | 12,142 | 9,241 | 522  | 299  | 279    | 233    | 1,315    |
| 占总人口比例（%）       | 76.99     | 20.39   | 0.89   | 0.72   | 0.51   | 0.39  | 0.02 | 0.01 | 0.01   | 0.01   | 0.06     |
| 占少数民族人口比例（%） | －        | 88.63   | 3.86   | 3.14   | 2.21   | 1.68  | 0.10 | 0.05 | 0.05   | 0.04   | 0.24     |

## 交通
- 102国道过境。
- 哈大客运专线、沈大铁路和铁法铁路经过

## 旅游

### 龙首山
龙首山位于铁岭市银州区内，东枕柴河，西窥城廓，横贯银州南北。东西宽1公里，南北长3公里，最高峰海拔156米。因它从东南奔驰而来，到了柴河岸边突然昂起，象巨龙的头，故名龙首山，它是铁岭著名的风景区，每年五月里，山岗上、山谷里开满色彩艳丽的蔷薇，醉人的花香随风飘荡。这里的春光美，秋景更为雅致。凉爽的秋风吹红了漫山枫叶，在层层密密的树丛中，游人不断。“龙首寻秋”是柴河八景之一。龙首山历史悠久，是清康熙皇帝东巡驻跸的地方。近年来，龙首山几经开发建设。登临其上，可观赏诸多的文物古迹，俯瞰古城新貌。
慈清寺坐落在龙首山北峰之巅，原名秀峰寺、水潮寺，又称三清观。寺院为一座古朴的四合院落式建筑，有正殿、东西配殿、藏经阁、醉翁楼。院落前还有半墙、宿云两座碑亭。正殿面阔三间，进深两间檐下有廊，横枋有鲜艳的彩绘。殿内供释迦牟尼等三尊佛像，并立有八大金刚泥塑。
醉翁楼原为山门，1921年重建时改为木结构硬山式二层小楼，一楼为进出寺院的通道，二楼原为文人墨客品苟赋诗之处，现改为贵客休息室，藏有多幅名人题咏龙首山的书画。
秀峰寺塔位于慈清寺南百米处，为八角九级实心密檐式砖塔，也建于明弘治年间，1591年重修。塔身有砖雕佛像、佛龛。
秀峰寺塔的北面有陶然亭，南面是滴翠亭，滴翠亭南有魁星楼。秀峰寺塔的东面还有一座小石亭，亭内的石碑上记载着古塔的重修经过。慈清寺1988年被列为辽宁省文物保护单位。

### 银冈书院
在龙首山下有一座书院，叫做“银冈书院”。这座书院的创建者是清顺治年间进士、湖广道御史郝浴。郝浴字冰涤，号雪海，后更号为复阳。他少有才名。为人刚直不阿。巡抚四川期间，因弹劾当时权贵吴三桂，于顺治十一年（1654年）九月贬谪奉天。顺治十五年为寻访剩人和尚来到铁岭，在南门内建此书院，收授门徒，广交学者名流。郝浴在铁岭居住了近十八年，直到康熙十四年（1675年）吴三桂反清被诛才得以官复原职。郝浴走后，人们为了纪念他，将他的书房辟为郝公祠，用来供奉和祭祠。银冈书院一直是辽海地区的著名学府。停科举后，这里改为小学堂，二年后又改为劝学所。1910年春，12岁的周恩来随伯父来到东北，曾入银冈书院学习半年。
银冈书院现占地约1500平米，建筑面积约420平方米，保留清代砖木结构硬山式建筑15间，由门房、东西厢房、正房及郝公祠组成。为缅怀周恩来同志，1979年正式将书院辟为“周恩来同志少年读书旧址纪念馆”，1988年列为辽宁省文物保护单位。

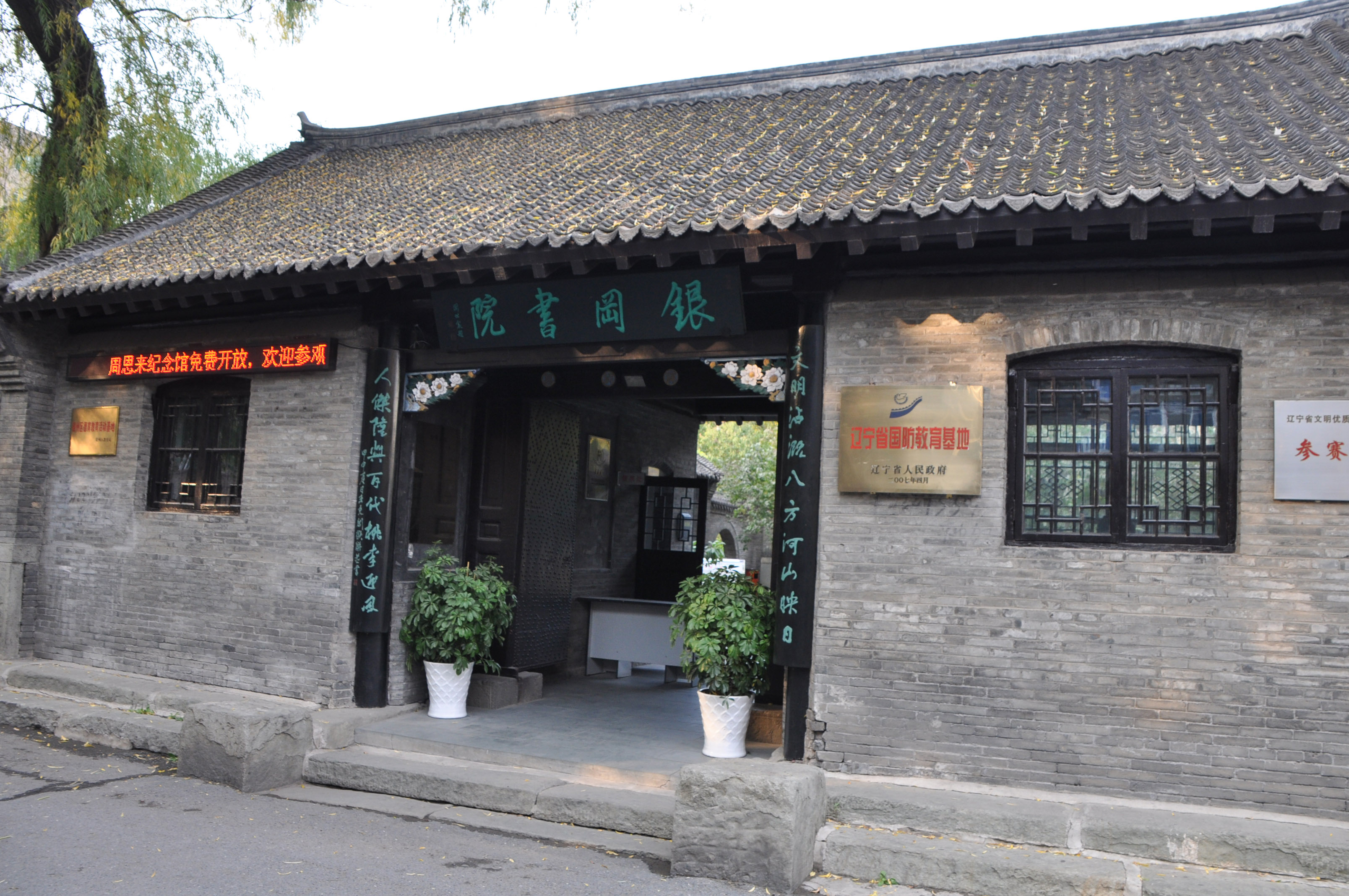
银冈书院
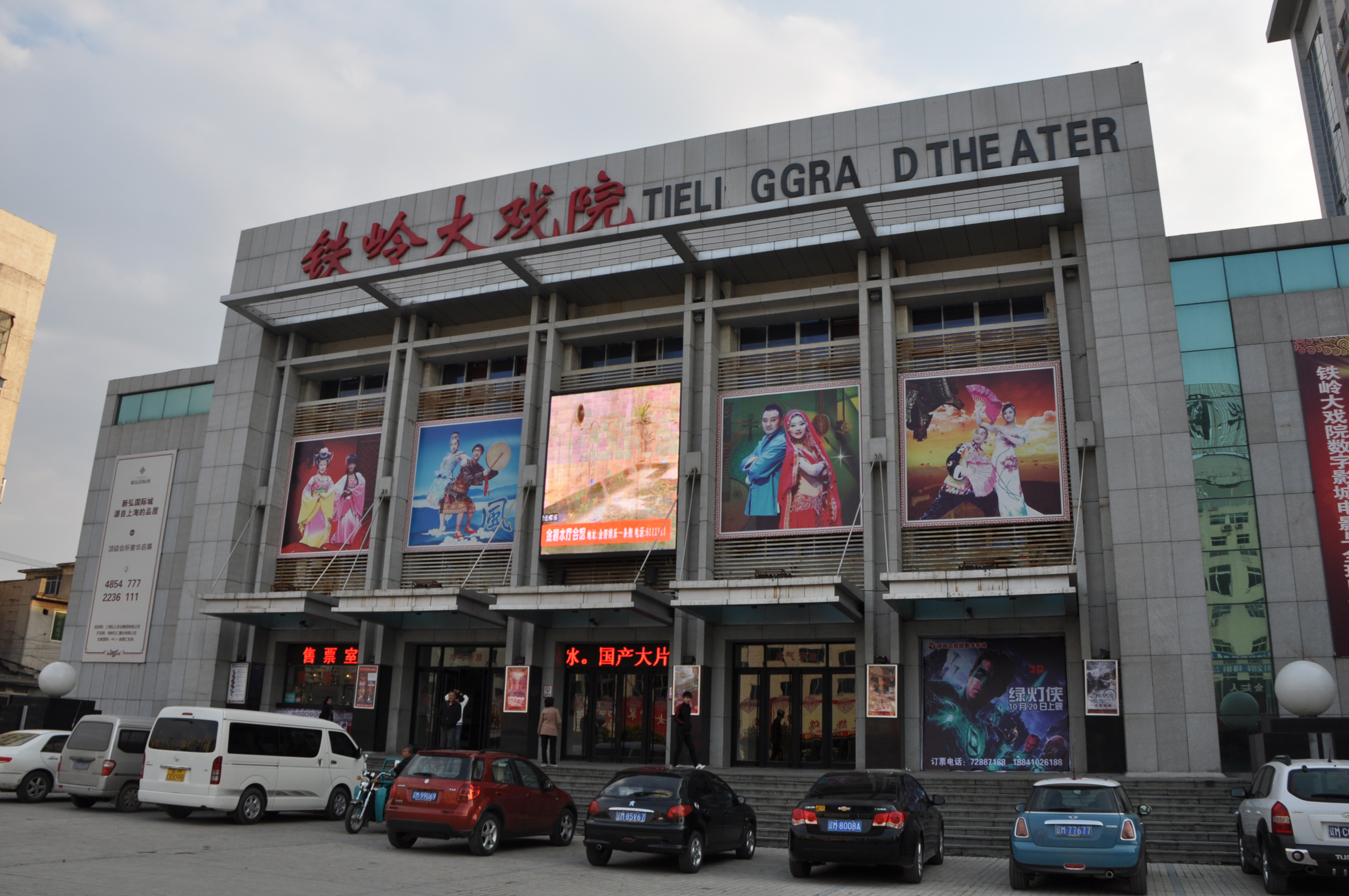
铁岭大剧院
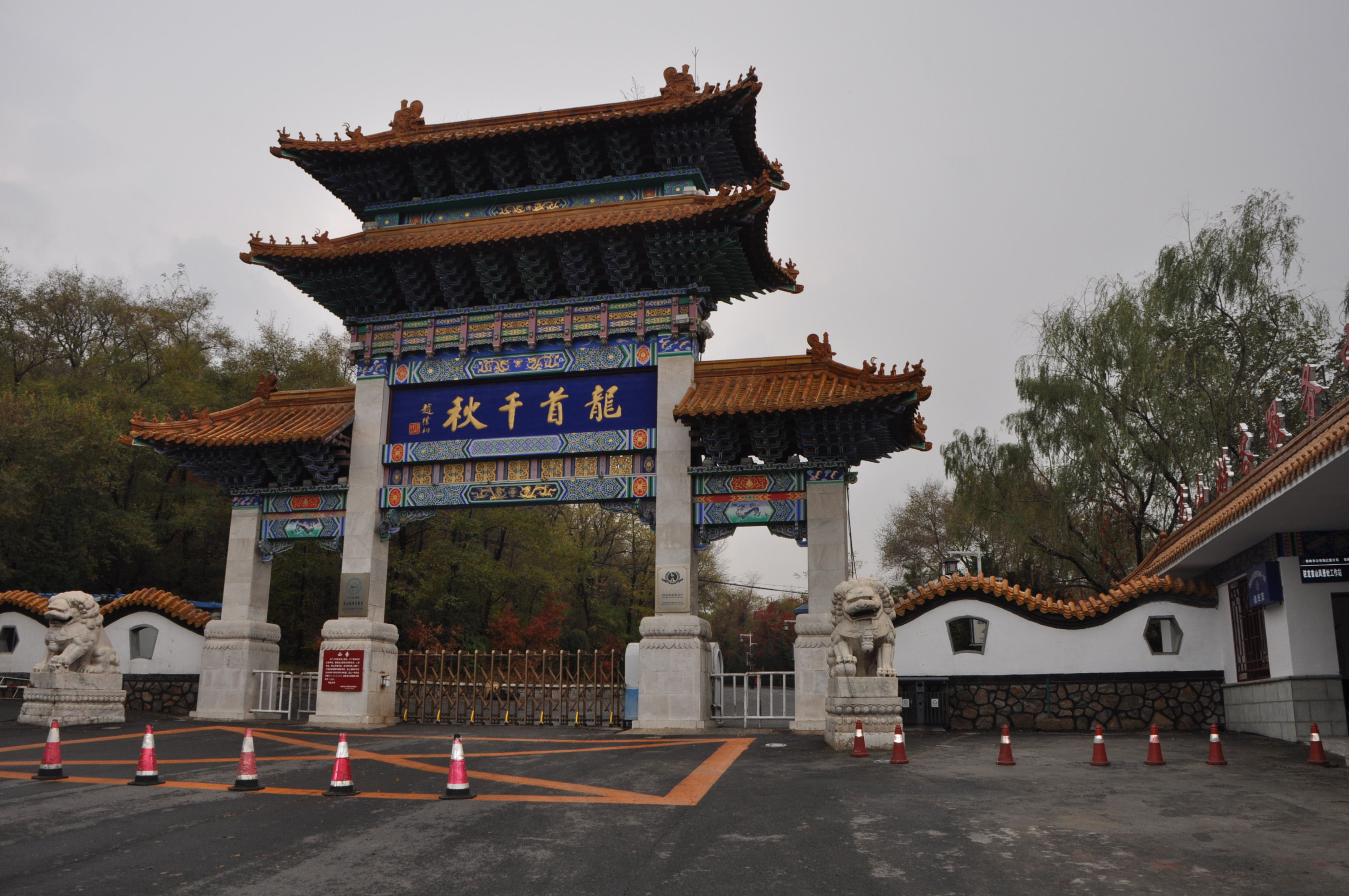
龙首山和龙尾山风景区
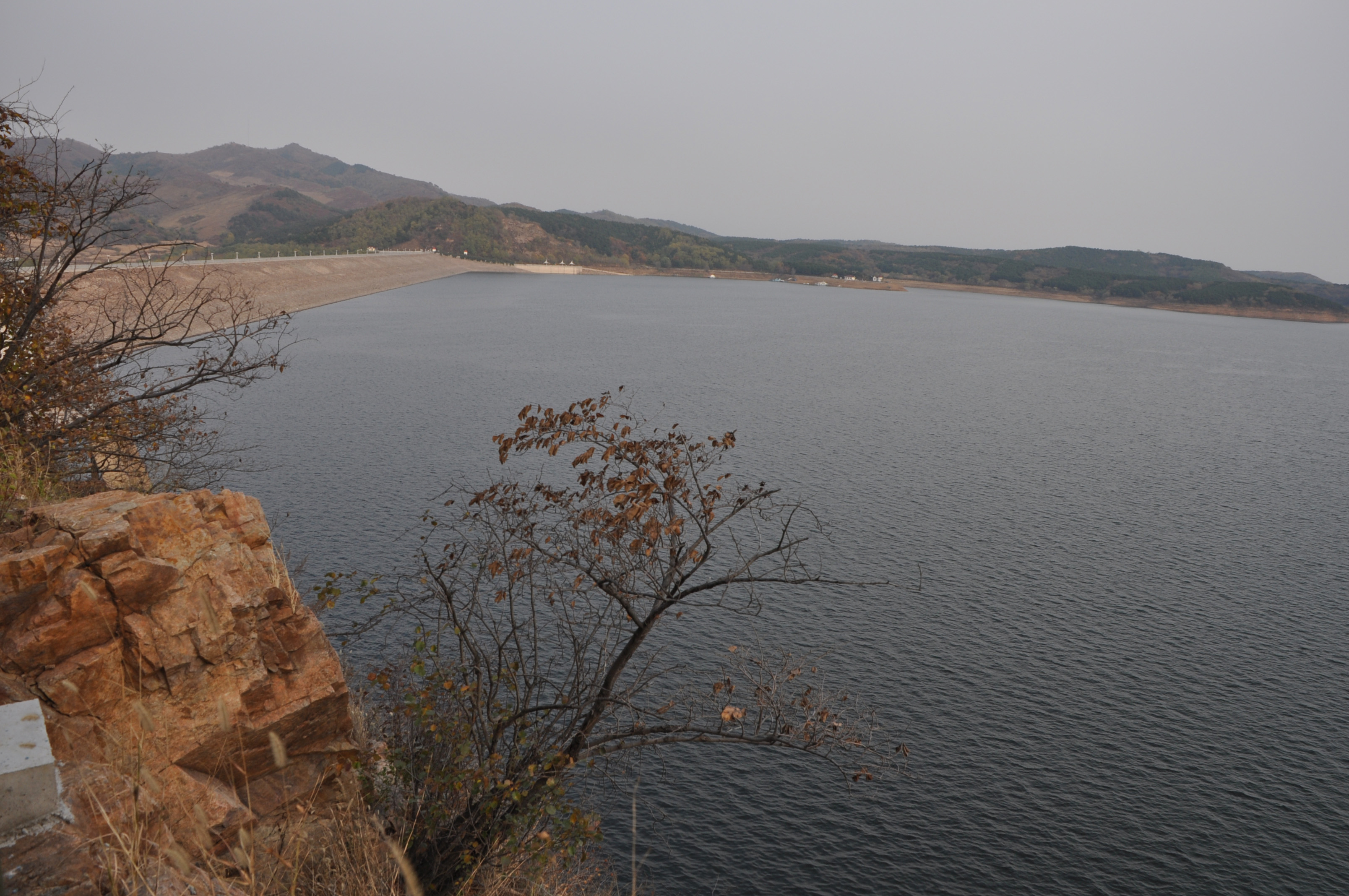
柴河水库

### 全国重点文物保护单位
- 团山遗址
- 城子山山城
- 四面城城址
- 银冈书院

## 象征
2002年4月经铁岭市人大常委会确定铁岭市市花为百合花、市树为枫树。